# Dacia Logan
Dacia Logan (i Rusland, Iran og Sydamerika Renault Logan, i Sydafrika Nissan NP200, i Mellemamerika Nissan Aprio samt i Indien Mahindra Renault Logan og Mahindra Verito) er en lille mellemklassebil fra Automobile Dacia. Bilen findes i øjeblikket som stationcar (Logan MCV), varebil (Logan Express/Van) samt som pickup (Logan Pick-Up).

## Generelt
Den fempersoners personbil blev i første omgang siden september 2004 solgt som "5.000 €-bil" i Afrika, Sydamerika og Østeuropa som efterfølger for Dacia Solenza. Bilen er siden midten af 2005 blevet solgt i Tyskland med tilpasset sikkerhedsudstyr (to airbags og ABS) til priser fra 7.200 €. Dermed hører Logan til de billigste nye biler i sin klasse i Tyskland. I Østrig sælges bilen til priser fra 7.960 € inkl. moms. Bilen markedsføres (endnu) ikke officielt i Danmark.
I efteråret 2006 kom der desuden en stationcarudgave (Logan MCV) med et bagagerum på 2.350 liter hhv. max. syv siddepladser. Modelprogrammet blev i Østeuropa fuldendt af en forklædt kassevogn (Logan Express) og en pickup (Logan Pick-Up), som siden marts 2009 også sælges i Tyskland.
Dacia Logan bygges af Renaults datterselskab Automobile Dacia i Rumænien. Siden 2005 er den også blevet bygget i Rusland, Marokko og Columbia, sedanudgaven siden 2007 som Nissan Aprio i Brasilien og pickupen siden 2008 som Nissan NP200 i Sydafrika. Bilen bygges også i Iran (hos Pars Khodro under navnet Tondar 90), Indien og Kina.
Ved udviklingen af Logan satsede Renault på enkelhed. På grund af at bilen ikke har dyrt ekstraudstyr og brugen af allerede eksisterende Renault-teknik kan bilen på det vesteuropæiske marked sælges meget billigt. Med et bagagerum på 510 liter, fire døre og et simpelt udstyr er bilen på basis af Renault Clio med moderat plads særligt attraktiv for prisbevidste førere.
I sommeren 2010 blev sedanversionen taget af modelprogrammet i Tyskland som følge af for lav efterspørgsel.
- Bagfra
- Dacia Logan MCV (2006–2009)

## Motorer
Logan findes indtil videre med tre forskellige benzinmotorer fra Renault: 1,2 16V (55 kW/75 hk), 1,6 (64 kW/87 hk) og 1,6 16V (77 kW/105 hk). Efter fabrikantens angivelser har motorerne et brændstofforbrug på mellem 7,5 og 7,6 liter superbenzin pr. 100 km. Topfart: 155, 167 hhv. 174 km/t. Derudover findes der en version med 1,5-liters commonrail-dieselmotor fra Renault, som selv med det høje Lauréate-udstyr og en pris på 10.000 € (i Østrig 11.090 €) hører til de billigste dieselbiler og bruger 5,2 liter diesel pr. 100 km.
| Model         | Motortype | Slagvolume | Effekt       | Euronorm |
| ------------- | --------- | ---------- | ------------ | -------- |
| Benzinmotorer |           |            |              |          |
| 1.2 16V       | D4F732    | 1149 cm³   | 55 kW/75 hk  | Euro4/5  |
| 1.2 16V LPG   | D4F734    | 1149 cm³   | 53 kW/72 hk  | Euro5    |
| 1.4 MPI       | K7J710    | 1390 cm³   | 55 kW/75 hk  | Euro4    |
| 1.4 MPI LPG   | K7J714    | 1390 cm³   | 53 kW/72 hk  | Euro4    |
| 1.6 MPI       | K7M710    | 1598 cm³   | 64 kW/87 hk  | Euro4    |
| 1.6 MPI       | K7M800    | 1598 cm³   | 62 kW/84 hk  | Euro5    |
| 1.6 MPI LPG   | K7M718    | 1598 cm³   | 62 kW/84 hk  | Euro4    |
| 1.6 MPI LPG   | K7M818    | 1598 cm³   | 60 kW/82 hk  | Euro5    |
| 1.6 16V       | K4M690    | 1598 cm³   | 77 kW/105 hk | Euro4    |
| 1.6 16V E85   | K4M696    | 1598 cm³   | 77 kW/105 hk | Euro5    |
| 1.6 16V LPG   | K4M616    | 1598 cm³   | 77 kW/105 hk | Euro5    |
| Dieselmotorer |           |            |              |          |
| 1.5 dCi       | K9K792    | 1461 cm³   | 50 kW/68 hk  | Euro4    |
| 1.5 dCi       | K9K796    | 1461 cm³   | 63 kW/86 hk  | Euro4    |
| 1.5 dCi FAP   | K9K892    | 1461 cm³   | 55 kW/75 hk  | Euro5    |
| 1.5 dCi FAP   | K9K892    | 1461 cm³   | 65 kW/88 hk  | Euro5    |

## Facelift
I juli 2008 introduceredes en faceliftet udgave af Logan. Den mod den mindre Dacia Sandero rettede model havde kun optiske modifikationer, mens teknikken forblev uforandret. Fronten fik større forlygter og en bredere kølergrill med nyt Dacia-logo. Derudover fik bilen nye kofangere og et bredere luftindtag i de nye frontskørter. Bagagerumsklappen blev også ændret, ligesom baglygterne og bagkofangeren. På den højeste udstyrsvariant er der derudover monteret en kromliste bagpå.
Fra stationcarudgaven MCV, som blev faceliftet i marts 2009, har den normale Logan fået større sidespejle. Sedanmodellens længde voksede med ca. fire centimeter til 4,29 m. I kabinen fik modellen instrumentbrættet fra Sandero og en bremseassistent supplerede som standardudstyr ABS-systemet. Grundprisen på basismodellen Logan forblev med 7.200 € uændret, mens de dyrere udstyrsvarianter Ambiance og Lauréate blev 150 til 450 € dyrere. Den hidtil højeste udstyrsvariant kaldet Prestige udgik.
- Dacia Logan (2008−)
- Bagfra
- Dacia Logan MCV (2009−)
- Dacia Logan Pick-Up (2009−)
- Dacia Logan VAN
- Instrumentbræt

## Svage sider
Kendte svage sider på Logan er:
- Upræcis brændstofmåler (viser ofte for lidt).
- Manglende rustbeskyttelse på biler frem til slutningen af 2006 (gennem en serviceaktion er rustbeskyttelsen i mellemtiden blevet forbdret).